# Лудолф (Верл)
Лудолф фон Верл или Луиполд (на немски: Liupold von Werl, също Ludolf) е до 1102 г. последният граф на Верл.

## Биография
Той е син на граф Бернхард II фон Верл (1010– ок. 1070). Баща му е внук на Герберга Бургундска, дъщеря на бургундския крал Конрад III, роднина на императрица Гизела Швабска и на император Хайнрих III. Брат е на главния наследник Конрад II, граф на Верл-Арнсберг, и на Хайнрих II, епископ на Падерборн.
Лудолф е неженен. При конфликта за наследството с племенника му Фридрих той завещава през 1102 г. своята част от собствеността в и около Верл и Люрвалд на архиепископство Кьолн.